# Castleisland
Castleisland (iriska: Oileán Ciarraí) är en ort i republiken Irland.   Den ligger i grevskapet Ciarraí och provinsen Munster, i den sydvästra delen av landet, 250 km sydväst om huvudstaden Dublin. Castleisland ligger 29 meter över havet och antalet invånare är 2 513.
Terrängen runt Castleisland är kuperad åt nordost, men åt sydväst är den platt. Castleisland ligger nere i en dal.Runt Castleisland är det ganska glesbefolkat, med 24 invånare per kvadratkilometer. Närmaste större samhälle är Tralee, 16,6 km väster om Castleisland. Trakten runt Castleisland består i huvudsak av gräsmarker.